# 马宝成
马宝成（？—），男，汉族，中华人民共和国政治人物。现任国家行政学院应急管理培训中心主任，教授，博士生导师。第十四届全国政协委员。